# Aislinn Derbez
Aislinn González Michel (Ciudad de México, 18 de marzo de 1986), conocida profesionalmente como Aislinn Derbez, es una actriz y modelo mexicana.

## Biografía
Estudió la carrera de Artes Visuales en la School of Visual Arts al mismo tiempo que estudiaba actuación en el Actors Studio de Nueva York (2005-2009): allá interpretó varios papeles en cortometrajes y actuó en la obra de teatro Happy Hour. Entre sus aficiones favoritas están la pintura, la escultura, la fotografía, el baile, la bicicleta de montaña.

## Carrera
Comenzó su carrera artística como modelo a los 15 años. Su carrera inició cuando regresó a vivir a la Ciudad de México en el 2009. Su carrera tomó relevancia por sus primeras participaciones en largometrajes como Te presento a Laura (2010), dirigida por Fernando Noriega, y El atentado (2010) de Jorge Fons. 
Continuó su carrera cinematográfica con El cielo en tu mirada (2012) de Pitipol Ybarra, Abolición de la propiedad (2012) de Jesús Magaña por la cual fue nominada como «Mejor Actriz» en el Festival Internacional de Cine de Guadalajara, Yerbamala (2012) de Javier Solar, Musth (2013) de Mauricio T. Valle, y Tierra de sangre (2013), de James Katz. 
Protagonizó 5 series de televisión dentro y fuera de México: en la serie para Canal Once Los Minondo (2010), en la serie de MTV Niñas mal (2011), y en la serie colombiana La promesa (2012). También actuó en la serie de Televisa Ellas son... la alegría del hogar (2010); y en la serie producida por Pedro Torres, Mujeres asesinas (2011), protagonizando el episodio «Marta, manipuladora» junto con la actriz argentino-colombiana Lorena Meritano.
En teatro ha actuado en la obra No sé si cortarme las venas o dejármelas largas (2011) escrita y dirigida por Manolo Caro. También participó en los programas de humor de su padre, el actor, comediante, escritor y productor televisivo Eugenio Derbez: Al derecho y al derbez, Derbez en cuando y XHDRBZ. 
Ha participado en videos musicales, como «Estuve» y «Se me va la voz» de Alejandro Fernández,  «Sólo déjate amar» de Kalimba. En 2008, actúa en la serie-web Colinas, actuando e interpretando a 'Leah'; después hizo otra serie-web llamada Sweet & Spicy (2008).

## Vida personal
Es hija de los actores Eugenio Derbez y Gabriela Michel, y es hermana de Vadhir Derbez, José Eduardo Derbez y Aitana Derbez y nieta de Silvia Derbez. En 2016 se casó con Mauricio Ochmann, y en febrero de 2018 tuvieron una hija, Kailani. En marzo de 2020, la pareja anunció su divorcio.

## Filmografía

### Televisión
| Año         | Título                            | Personaje        |
| ----------- | --------------------------------- | ---------------- |
| 1995        | Al derecho y al derbez            |                  |
| 1999        | Derbez en cuando                  |                  |
| 2002        | XHDRBZ                            |                  |
| 2008        | Colinas                           | Leah             |
| 2009        | Sweet & Spicy                     |                  |
| 2010        | Ellas son... la alegría del hogar | Vanessa          |
| 2010        | Mujeres asesinas                  | Marta            |
| 2010        | Los Minondo                       | Casilda Minondo  |
| 2011        | Niñas mal                         | Brenda           |
| 2012        | La promesa                        | Frida            |
| 2012        | Los héroes del norte              | Natasha          |
| 2013        | Gossip Girl Acapulco              | Giovanna         |
| 2018 - 2020 | La casa de las flores             | Elena De La Mora |
| 2019 - 2023 | De viaje con los Derbez           | Ella misma       |
| 2023        | Noche de chicas                   | Tess             |
| 2025        | Entre paredes                     | Marga            |

### Cine
| Año  | Título                             | Personaje                 |
| ---- | ---------------------------------- | ------------------------- |
| 2008 | Served Cold                        | Mercedes                  |
| 2010 | El atentado                        | Telésfora                 |
| 2010 | Te presento a Laura                | Karla                     |
| 2012 | El cielo en tu mirada              | Abril                     |
| 2012 | Abolición de la propiedad          | Norma                     |
| 2012 | Yerbamala                          | Elena                     |
| 2013 | Musth                              | Pía                       |
| 2013 | Tierra de sangre                   | Magdalena                 |
| 2013 | Estar o no estar                   | Nastenka                  |
| 2015 | A la mala                          | María Laura "Mala" Medina |
| 2016 | Compadres                          | María                     |
| 2016 | Macho                              | Viviana                   |
| 2016 | Qué pena tu vida                   | Andrea                    |
| 2017 | Win it all                         | Eva                       |
| 2017 | Hazlo como hombre                  | Natalia                   |
| 2019 | Miss Bala                          | Isabel                    |
| 2021 | La casa de las Flores: La Película | Elena De La Mora          |
| 2022 | ¿Qué culpa tiene el Karma?         | Sara                      |
| 2023 | Me vuelves loca                    | Carolina                  |

## Teatro
| Año  | Título                                          | Notas   |
| ---- | ----------------------------------------------- | ------- |
| 2010 | No sé si cortarme las venas o dejármelas largas |         |
|      | El príncipe feliz                               | Musical |
|      | Happy Hour                                      |         |

## Videos musicales
- «Estuve» de Alejandro Fernández
- «Se me va la voz» de Alejandro Fernández
- «Solo Déjate Amar» de Kalimba
- «Que Vida la Mía» de Reik
- «Será» de LU
- «María» de C-Kan